# Odette Drand
Odette Marie Laure Drand, coniugata Heymann (Laxou, 11 marzo 1927 – Nancy, 6 gennaio 2019), è stata una schermitrice francese specializzata nel fioretto. È stata vincitrice di due medaglie d'oro ed una d'argento ai Campionati mondiali di scherma.